# Mount Zdarsky
Mount Zdarsky ist ein rund 1200 m hoher Berg an der Graham-Küste des Grahamlands auf der Antarktischen Halbinsel. Er ragt als höchster Gipfel der Chiren Heights zwischen der Barilari-Bucht und der Holtedahl Bay an der Ostflanke des Simler-Schneefelds auf.
Teilnehmer der Fünften Französischen Antarktisexpedition (1908–1910) unter der Leitung Jean-Baptiste Charcots kartierten ihn und benannten ihn als Monte García, vermutlich in Verbindung mit der Benennung eines vorgelagerten Kaps. Später änderte Charcot seine Benennungen dahingehend, dass nunmehr das heutige Kap García an der Nordseite der Barilari-Bucht gemeint war. Um Verwechslungen mit dem Kap zu vermeiden, benannte das UK Antarctic Place-Names Committee diesen auf der Südseite der Bucht liegenden Berg 1959 um. Neuer Namensgeber ist der österreichische Skipionier Mathias Zdarsky (1856–1940), der Erfinder der ersten modernen Skibindung, der Lilienfelder Stahlsohlenbindung.